# 別爾納季夫卡
49°19′48″N 25°35′6″E / 49.33000°N 25.58500°E
別爾納季夫卡（烏克蘭語：Бернадівка），是烏克蘭的村落，位於該國西部捷爾諾波爾州，由捷尔诺波尔区負責管轄，始建於1430年，面積0.81平方公里，海拔高度299米，2001年人口282，人口密度每平方公里346.4人。